# Добкевич, Александр Антонович

Могила Александра Добкевича на II Аллее почётного захоронения в Баку

Александр Антонович Добкевич (1909—1985) — советский лётчик штурмовой авиации, участник Великой Отечественной войны, Герой Советского Союза (13.04.1944). Полковник.

## Биография
Александр Добкевич родился 3 сентября 1909 года в городе Двинске Витебской губернии (ныне — Даугавпилс, Латвия) в рабочей семье. Окончил восемь классов школы. В 1930 году Добкевич был призван на службу в Рабоче-крестьянскую Красную Армию. В 1932 году он окончил Оренбургскую военную авиационную школу пилотов, после чего до 1934 года служил в военно-воздушных силах СССР. После увольнения в запас проживал и работал в Воронежской области. В начале июня 1941 года Добкевич повторно был призван в армию. С первого дня Великой Отечественной войны — на её фронтах.
Первоначально летал на лёгком самолёте «По-2», эвакуировал из передовых госпиталей получивших тяжёлые ранения бойцов, а в обратном направлении доставлял грузы медицинского назначения и медработников. Также совершал рейсы к окружённым подразделениям и партизанам. К январю 1943 года он совершил 1087 таких боевых вылетов. 
С мая 1943 года Добкевич летал на штурмовике «Ил-2», с этого времени и до Победы воевал в составе 61-го штурмового авиаполка 291-й штурмовой авиадивизии 2-й воздушной армии 1-го Украинского фронта (в феврале 1944 года полку было присвоено гвардейское звание и он получил наименование 165-й гвардейский штурмовой авиационный полк). Участвовал в Курской битве, освобождении Белгородской и Харьковской областей, битве за Днепр, освобождении Киева и Правобережной Украины.
К декабрю 1943 года капитан Александр Добкевич командовал эскадрильей. К тому времени он совершил 67 боевых вылетов на штурмовку скоплений боевой техники и живой силы противника, в одном из воздушных боёв сбил 1 вражеский самолёт.
Указом Президиума Верховного Совета СССР от 13 апреля 1944 года за «образцовое выполнение боевых заданий командования на фронте борьбы с немецкими захватчиками и проявленные при этом отвагу и геройство» капитан Александр Добкевич был удостоен высокого звания Героя Советского Союза с вручением ордена Ленина и медали «Золотая Звезда».
К маю 1945 года заместитель командира 165-го гвардейского штурмового авиационного полка гвардии майор А. А. Добкевич выполнил 105 боевых вылетов на штурмовике Ил-2.
Участвовал в советско-японской войне. После её окончания продолжил службу в Советской Армии. В 1948 году Добкевич окончил курсы усовершенствования офицерского состава. В 1958 году он был уволен в запас. Проживал в Баку, до 1970 года работал а Управлении гражданской авиации Азербайджанской ССР. Умер 1 января 1985 года.

## Награды
- Герой Советского Союза (13.04.1944)
- Орден Ленина (13.04.1944)
- Три ордена Красного Знамени (22.07.1943, 28.09.1943, 22.02.1955)
- Орден Александра Невского (11.08.1944)
- Орден Отечественной войны 2-й степени (14.06.1945)
- Два ордена Красной Звезды (29.04.1954, 5.11.1954)
- Медаль «За отвагу» (17.06.1942)
- Медаль «За боевые заслуги» (15.11.1950)
- Медаль «За освобождение Белграда» (1945)
- Ряд других медалей[1]